# U-186
 U-186  — немецкая подводная лодка типа IXC/40, времён Второй мировой войны. 
Заказ на постройку субмарины был отдан 15 августа 1940 года. Лодка была заложена на верфи судостроительной компании «АГ Везер» в Бремене 24 июля 1941 года под строительным номером 1026, спущена на воду 11 марта 1942 года, 10 июля 1942 года под командованием капитан-лейтенанта Зигфрида Гесеманна вошла в состав учебной 4-й флотилии. 1 января 1943 года вошла в состав 10-й флотилии. Лодка совершила 2 боевых похода, потопив 3 судна (18 782 брт). 12 мая 1943 года лодка была потоплена к северу от Азорских островов в районе с координатами 41°54′ с. ш. 31°49′ з. д. глубинными бомбами с британского эсминца HMS Hesperus (H57). Все 53 члена экипажа погибли. 